# Al-Sa'iqa
Al-Ṣāʿiqa (scritta anche al-Saika, Saeqa, etc., in arabo الصاعقة‎?, al-Ṣāʿiqa, che significa fulmine), anche conosciuta come Avanguardie per la guerra popolare di liberazione - Forze di al-Ṣāʾiqa (in arabo طلائع حرب التحرير الشعبية - قوات الصاعقة ‎?, Ṭalāʾiʿ ḥarb al-taḥrīr al-shaʿbiyya - Quwwāt al-Ṣāʾiqa), è una fazione politica e militare palestinese di orientamento baʿthista, creata e controllata dalla Siria. 
Essa è collegata con la branca palestinese del Baʿth palestinese (controllato dal regime ba'thista siriano) ed è membro della più ampia Organizzazione per la Liberazione della Palestina (OLP), sebbene essa non sia più attiva da molto tempo nell'organizzazione. Il suo Segretario generale è dal 2007 Farḥān Abū l-Hijāʾ.

## Storia
Al-Ṣāʿiqa fu creata nel settembre del 1966, ma non fu operativa fino al dicembre 1968, quando la Siria tentò di costruire un'alternativa che fosse più ligia alle sue direttive, per contrastare l'emergente leader dell'OLP, Yasser Arafat, che stava mettendosi in mostra come responsabile dell'organizzazione di resistenza armata del Fatḥ.
All'epoca, al-Ṣāʿiqa era il secondo gruppo più consistente dell'OLP, dopo il Fatḥ e il suo leader incontrastato fu per un lungo periodo (il più attivo per l'organizzazione) Zuhayr Muḥsin.